# Float (curta)
Float (Brasil: Flutuar / Portugal: Voa) é um curta de animação americano de 2019, dirigido e escrito por Bobby Rubio, produzido pela Pixar Animation Studios e distribuído pela Walt Disney Studios Motion Pictures. É o quarto filme do programa "SparkShorts" da Pixar, e se concentra na capacidade de um filho voar e na escolha que seu pai deve fazer. O curta foi lançado no Disney+ em 12 de novembro de 2019.

## Enredo
Papai (interpretado por Bobby Rubio) está brincando com seu filho recém-nascido Alex (interpretado por Eli Fucile) no jardim da frente de sua casa. Enquanto lhe mostra um dente de leão, Alex passa a flutuar, surpreendendo o pai. Olhos vigilantes começam a preocupá-lo quando ele agarra Alex e o traz de volta para dentro de casa. Agora com 4 anos de idade, Alex (interpretado por Luna Watson) continua flutuando por toda a casa escura, enquanto papai se tornou um eremita com uma aparência desgrenhada. Ele mantém seu filho na coleira e enche sua mochila com pedras para mantê-lo abaixado, embora essas precauções mostrem mais tarde que não fazem muito. Eles saem de casa enquanto tentam evitar os vizinhos.
Papai faz uma pausa na frente de um playground e observa as outras crianças brincarem, mas ele se vira para ver que Alex escapou e está interagindo com as outras crianças flutuando, para sua confusão geral. Papai rapidamente agarra seu filho, que começa a ter uma birra, resultando em pai perguntando a ele por que ele não pode ser normal (o único momento de diálogo no filme). Alex se aterra e tristemente puxa o capuz sobre a cabeça. Enquanto olha para todos os participantes do parque, papai embala o filho e senta-se no balanço. Ele começa a balançar para frente e para trás, revigorando seu filho e o lança no ar. Alex continua a voar enquanto papai corre alegremente por baixo dele.

## Elenco
- Bobby Rubio como Papai
- Eli Fucile como Bebé Alex
- Luna Watson como Pequeno Alex
- Mika Kubo como Vozes Adicionais

## Desenvolvimento
Float é um curta-metragem dirigido e escrito por Bobby Rubio e produzido por Krissy Cababa e Pixar Animation Studios; foi distribuído pela Walt Disney Studios Motion Pictures. É o quarto filme do programa "SparkShorts" da Pixar e dura aproximadamente sete minutos. Em janeiro de 2019, Rubio descreveu o programa como "filmes diferentes dos tipos de filmes" desenvolvidos na Pixar, enquanto a produtora executiva Lindsey Collins disse que os curtas são referidos como SparkShorts porque a Pixar "[quer] descobrir essa centelha criativa" em sua funcionários. Rubio viu o programa como "uma maravilhosa oportunidade de contar [sua] história". Ele afirmou que Float é inspirado por seu filho, que tem autismo, e que ele se identificou com o pai desde o início. Rubio disse que o garoto do curta é "diferente de outras crianças", pois pode flutuar. Ele comentou que, embora "inicialmente o pai ame seu filho de todo o coração sem restrições", isso começa a ser alterado pelo que as outras pessoas dizem; como resultado, ele deve escolher entre decidir se está certo e ignorar seus pensamentos.
Desde que seu filho estava crescendo, Rubio decidiu que tinha que "contar essa história" e "começou a traçar histórias". Os storyboards iniciais continham personagens caucasianos, mas um dos colegas de trabalho de Rubio disse que ele deveria retratar personagens filipino-americanos. Enquanto ele inicialmente não tinha certeza dessa ideia, ele decidiu fazer essa alteração para "capacitar [seu filho] e capacitar crianças de cor". Rubio queria incorporar algumas de suas próprias características como filipino-americano nos desenhos dos personagens, a fim de fazê-los parecer "autênticos". Ele comentou que estava muito "orgulhoso" pelo fato de Float ter sido lançado durante o Mês Filipino Americano de História. Rubio disse que ver os espectadores reagirem a algumas cenas da maneira que ele esperava que fosse "incrível", afirmando que ele "adorava totalmente". Segundo Rubio, os espectadores tiveram "várias interpretações" diferentes do filme.
Krissy Cababa descreveu Float como "uma história poderosa sobre ser pai e as lutas que você enfrenta como pai com seus filhos". Ela também a caracterizou como "uma história importante sobre aceitação e poder amar e celebrar as pessoas em nossas vidas". Cababa disse que o curta "era sobre celebrar as pessoas por quem elas são e não por quem você quer que elas sejam". Ela afirmou que "as pessoas estão falando sobre representação" devido ao Float, "compartilhando o que isso significa para elas e sua importância". Ela mencionou que o curta é "um grande negócio". Cababa disse que o curta recebeu "tanto apoio" e "feedback positivo", dizendo que isso foi "realmente esmagador".

## Música
Barney Jones, que compôs a música para o curta-metragem da Pixar, Smash and Grab, compôs a música para Float. O placar foi lançado em 28 de fevereiro de 2020.

## Recepção
Float obteve uma resposta crítica geralmente positiva, com os escritores considerando-a "tocante", "em movimento", e "pontual". A criança em que o curta está centrado foi caracterizada como "extremamente fofa" e como "adorável". Alex Abad-Santos, da Vox, descreveu o curta como "uma das melhores coisas novas da Disney +". Ele comentou que "expressões faciais e linguagem corporal carregam a história", apesar da falta geral de diálogo, acrescentando que "uma pequena mudança de postura ou a maneira como uma carranca afia um rosto inteiro carrega tanta emoção". Abad-Santos afirmou que a "história principal do curta poderia ser uma história sobre assimilação e crescimento como minoria" ou "poderia ser sobre como é se sentir diferente das pessoas ao seu redor". Ele disse que "Float explora o instinto humano para proteger ferozmente alguém que você ama, a preocupação de que o mundo lá fora não os veja como você vê, e a esperança de que esse grande mundo assustador ame essa pessoa tanto quanto você afirma "; afirmou que, embora isso" pareça muito terreno para ser coberto em sete minutos ", o curta consegue fazer isso muito bem. Ellen McGirt, da Fortune, disse que o "próprio medo de Rubio de que seu filho fosse julgado por outras pessoas é palpável" por esse curto período. Float foi descrito como "um filme sobre aceitação" com "uma história comovente"

## Lançamento
Float foi lançado no Disney+ em 12 de novembro de 2019, ao lado dos colegas "SparkShorts", Purl, Smash and Grab e Kitbull.

## Ligações Externas
- Float. no IMDb.